# Brian Drummond
Brian Drummond (sinh ngày 10 tháng 8 năm 1969) là một nam diễn viên lồng tiếng người Canada.